# Cryphia marginelota
Cryphia marginelota är en fjärilsart som beskrevs av Joannis 1888. Cryphia marginelota ingår i släktet Cryphia och familjen nattflyn. Inga underarter finns listade i Catalogue of Life.